# Charles Curtis Ebbesmeyer

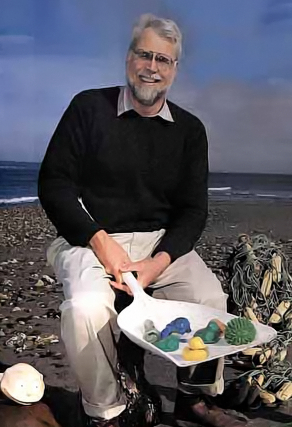
Curtis C. Ebbesmeyer mit Plastikstrandgut (2001)

Charles Curtis Ebbesmeyer (* 24. April 1943 in Los Angeles, Kalifornien, USA) ist ein US-amerikanischer Ozeanograph im Ruhestand. Er erforschte die Meeresströmungen anhand der Bewegung von Treibgut in den Ozeanen.
Einer breiten Öffentlichkeit wurde er bekannt durch seine Forschungen an den 1992 verlorengegangenen 29.000 Spielzeug-Plastikenten im Pazifik. Einige dieser Enten haben inzwischen Europa erreicht.

## Leben
Er studierte an der University of Washington; dort erwarb er 1973 einen Doktortitel in Ozeanographie. Ebbesmeyer beobachtet Meeresströmungen mit Hilfe von Treibbojen und Treibgut. Im Mai des Jahres 1990 verlor das Frachtschiff Hansa Carrier 80.000 Nike-Turnschuhe aus einem Container. Darin sah er eine gute Möglichkeit zur Überwachung der Meeresströmungen und verfolgte ihren Weg bis an die Küsten von Oregon und Washington.
Ebbesmeyer gründete ein Netzwerk von Menschen, die über angespültes Treibgut und andere Verschmutzungen an den Küsten berichten. Unter anderem nutzt er dafür auch 34.000 Eishockey-Handschuhe, die im Jahr 1994 von der Hyundai Seattle verlorengingen. Zur Verarbeitung dieser Daten nutzt er das Programm OSCURS (Ocean Surface Currents Simulation), ein Computersimulationsprogramm, das vom Ozeanographen Jim Ingraham entwickelt wurde. Diese Beobachtungen halfen ihm bei der besseren Vorhersage des Weges von Ölverschmutzungen, die im Meerwasser treiben.
Ebbesmeyer gründete im Jahre 1996 die gemeinnützige Stiftung Beachcombers' and Oceanographers' International Association. Er schreibt und veröffentlicht in der Zeitschrift Beachcombers' Alert.
Obwohl er bereits im Ruhestand ist, arbeitet Ebbesmeyer weiter an seinen Forschungen.
Im Jahre 1999 veröffentlichte er gemeinsam mit dem Ozeanographen Charles Moore die Ergebnisse einer Studie. Diese Studie besagt, dass sich im Müllstrudel des Nordpazifiks das Verhältnis von Kunststoff zu Plankton in einem Verhältnis von sechs zu eins befindet. Das heißt, auf ein Kilogramm Plankton kommen sechs Kilogramm Plastikmüll im Meerwasser. Außerdem versuchte er, den daraus resultierenden Schaden am Beginn der Nahrungskette im ozeanischen Leben zu berechnen.

## Bibliographie
- Akira Okubo, Curtis C. Ebbesmeyer, Jonathan M. Helseth: Determination of Lagrangian deformations from analysis of current followers. In: Journal of Physical Oceanography. Band 6, 1976, S. 524–527.
- J. C. McWilliams, E. D. Brown, H. L. Bryden, C. C. Ebbesmeyer, B. A. Elliot, R. H. Heinmiller, B. Lien Hua, K. D. Leaman, E. J. Lindstrom, J. R. Luyten, S. E. McDowell, W. Breckner Owens, H. Perkins, J. F. Price, L. Regier, S. C. Riser, H. T. Rossby, T. B. Sanford, C. Y. Shen, B. A. Taft, J. C. Van Leer: The local dynamics of eddies in the Western North Atlantic. In: Allan R. Robinson (Hrsg.): Eddies in Marine Science. Springer-Verlag, Berlin/Heidelberg 1983, S. 92–113.
- Akira Okubo, C. C. Ebbesmeyer, B. G. Sanderson: Lagrangian diffusion equation and its application to oceanic dispersion. In: Journal of the Oceanographical Society of Japan. Band 39, 1983, S. 259–266.
- S. C. Riser, W. B. Owens, H. T. Rossby, C. C. Ebbesmeyer: The structure, dynamics, and origin of a small-scale lens of water in the western North Atlantic thermocline. In: Journal of Physical Oceanography. Band 16, Nr. 3, 1986, S. 572–590.
- C. C. Ebbesmyer, R. J. Stewart, S. Albertson.: Circulation in Southern Puget Sound's Finger Inlets: Hammersley, Totten, Budd, Eld, and Case Inlets. In: Proceedings of Puget Sound Research 1998 Conference, March 12–13, 1998. Puget Sound Water Quality Action Team, Olympia, WA 1998, S. 239–258.
- C. C. Ebbesmeyer, C. A. Coomes, G. A. Cannon, D. E. Bretschneider.: Linkage of ocean and fjord dynamics at decadal period. In: D. H. Peterson (Hrsg.): Climate Variability on the eastern Pacific and western North America. (= Geophys. Monogr. 55). Am. Geophys. Unio+n, 1989, S. 399–417.
- C. C. Ebbesmeyer, D. R. Cayan, D. R. Milan, F. H. Nichols, D. H. Peterson, K. T. Redmond: 1976 step in the Pacific climate: forty environmental changes between 1968–1975 and 1977–1984. In: Proceedings of the Seventh Annual Climate (PACLIM) Workshop April 1990. California Department of Water Resources, 1991.
- C. Ebbesmeyer, R. Strickland: Oyster condition and climate: Evidence from Willapa Bay. NOAA Sea Grant Program Grant, grant #NA36RG0071, 1995, OCLC 39219692.